# Готтшальк, Йоахим
Йоахим Готтшальк (нем. Joachim Gottschalk; 10 апреля 1904, Калау — 6 ноября 1941, Берлин) — немецкий актёр.

## Биография
Родился в Калау в семье сельского врача. В 1922 году после окончания гимназии три года служил матросом торгового флота. За счёт этого финансировал обучение в актёрской школе в Берлине. После этого выступал на сцене в Штутгарте, Цвикау и Кольберге. Затем получил приглашение в Старый театр в Лейпциге и в городской театр Франкфурта.
В 1931 году женился на актрисе Мете Вольфф; по причине её еврейского происхождения в 1937 году отказался от первого предложения сняться в фильме Карла Риттера «Предприятие Михаэль», чтобы избежать излишнего внимания. В 1938 году переехал в Берлин и поступил в труппу Фольксбюне под руководством Ойгена Клёпфера.
Готтшальк обратил на себя внимание благодаря своей сдержанной исполнительской манере. В качестве любовника — как правило, в дуэте с Бригиттой Хорней — он отличался непритязательной игрой, лишённой патетики речью и спокойным поведением. В фильме «Мятеж в Дамаске» (1939) он сохранил англосаксонскую сдержанность даже в роли немецкого лейтенанта. Без ложного глянца он исполнил свою последнюю роль писателя Ханса Кристиана Андерсена в фильме «Шведский соловей» (1941).
В 1941 году поступило распоряжение о депортации в Терезиенштадт его жены и сына Михаэля 1933 года рождения. Управляющий палаты культуры Ханс Хинкель отклонил просьбу Готтшалька разделить их судьбу.
В ночь на 7 ноября 1941 года, день запланированной депортации, Йоахим Готтшальк, его жена и сын покончили жизнь самоубийством в берлинской квартире. О смерти актёра не упоминалось в прессе, фильмы с его участием по-прежнему демонстрировались в прокате. Несмотря на запрет министерства пропаганды, некоторые коллеги все же пришли на похороны. Среди них были Бригитта Хорней, Рене Дельтген, Густав Кнут, Вольфганг Либенайнер и Рут Хельберг.
В 1946 году в Веймаре его памяти посвятили приз товарищества немецких театральных деятелей.

## Образ в кино
- В 1947 году по рассказу Ханса Швайкарта «Всё будет не так уж плохо» Курт Метциг поставил на студии ДЕФА фильм «Брак в тени», посвященный судьбе Готтшалька.
- «Фюрер и растлитель[нем.]» (Германия, 2024), режиссёр Йоахим Ланг, в роли Готтшалька Михаэль Гранчниг[нем.]

## Фильмография
- 1938 Ты и я / Du und ich
- 1939 Мятеж в Дамаске / Aufruhr in Damaskus
- 1939 Бегство в темноту / Flucht ins Dunkel
- 1939 Женщина, как ты / Eine Frau wie Du
- 1940 Всю жизнь / Ein Leben lang
- 1940 Девушка с Фанё / Das Mädchen von Fanö
- 1941 Шведский соловей / Die schwedische Nachtigall